# USS Houston (CL-81)
O USS Houston foi um cruzador rápido operado pela Marinha dos Estados Unidos e a décima terceira embarcação da Classe Cleveland. Sua construção começou em agosto de 1941 nos estaleiros da Newport News Shipbuilding e foi lançado ao mar em junho de 1943, sendo comissionado na frota norte-americana em dezembro do mesmo ano. Era armado com uma bateria principal de doze canhões de 152 milímetros montados em quatro torres de artilharia triplas, tinha um deslocamento de mais de catorze mil toneladas e alcançava uma velocidade máxima de 32 nós.
O Houston entrou em serviço no meio da Segunda Guerra Mundial e foi encarregado da escolta de porta-aviões, participando em 1944 da Campanha das Ilhas Marianas e Palau, incluindo das Batalhas do Mar das Filipinas, Guam e Peleliu. Em outubro fez parte de uma incursão contra Formosa, durante a qual foi torpedeado duas vezes e seriamente danificado. Ficou em reparos até depois do fim da guerra e em seguida realizou alguns cruzeiros de treinamento até ser descomissionado em dezembro de 1947, permanecendo inativo na reserva até ser desmontado em 1959.

## Características

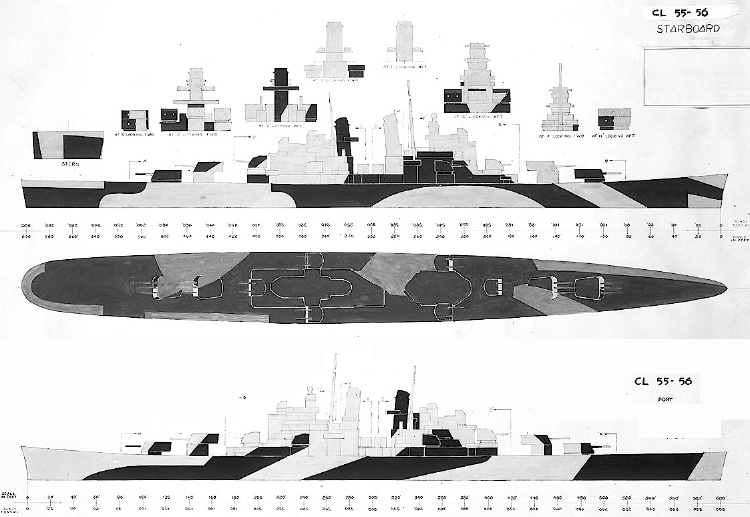
Desenho da Classe Cleveland

O projeto dos cruzadores rápidos da Classe Cleveland começou a ser desenvolvido no final da década de 1930. O deslocamento de navios do tipo na época ficava limitado a 8,1 mil toneladas pelos termos do Segundo Tratado Naval de Londres de 1930. Entretanto, após o início da Segunda Guerra Mundial em setembro de 1939, o Reino Unido anunciou que iria suspender o tratado pela duração do conflito, uma decisão rapidamente seguida pelos Estados Unidos. Este, apesar de ainda neutro, reconheceu que sua entrada na guerra era provável e que a necessidade urgente de mais navios impedia um projeto totalmente novo, assim a Classe Cleveland teve seu projeto muito baseado na predecessora Classe Brooklyn. A principal diferença foi a remoção de uma torre de artilharia tripla de armas de 152 milímetros em favor de uma torre dupla de 127 milímetros.
O Houston tinha 185,95 metros de comprimento de fora a fora, uma boca de 20,22 metros e uma calado de 7,47 metros. Seu deslocamento padrão era de 11 932 toneladas, enquanto o deslocamento carregado chegava a 14 358 toneladas. Seu sistema de propulsão era composto por quatro caldeiras Babcock & Wilcox que queimavam óleo combustível proporcionando o vapor para quatro conjuntos de turbinas a vapor General Electric, cada uma girando uma hélice. A potência indicada era de 102 mil cavalos-vapor (75 mil quilowatts), suficiente para levar o navio a uma velocidade máxima de 32,5 nós (60,2 quilômetros por hora). Sua tripulação era composta por 1 285 oficiais e marinheiros.
Sua bateria principal era formada por doze canhões Marco 16 calibre 47 de 152 milímetros montados em quatro torres de artilharia triplas na linha central do navio, duas na proa e duas na popa, em ambos os casos com uma torre sobreposta à outra. A bateria secundária tinha doze canhões de duplo-propósito calibre 38 de 127 milímetros em seis torres de artilharia duplas. Duas ficavam na linha central à proa e à ré da superestrutura, enquanto as outras quatro ficavam nas laterais da superestrutura, duas de cada lado. A bateria antiaérea tinha 28 canhões Bofors de 40 milímetros em quatro montagens quádruplas e seis duplas mais 21 canhões Oerlikon de 20 milímetros em montagens únicas.
O cinturão principal de blindagem do Houston tinha uma espessura que variava de 89 a 127 milímetros, com a seção mais espessa ficando à meia-nau, onde protegia os depósitos de munição e as salas de máquinas. Seu convés blindado tinha 51 milímetros de espessura. As torres de artilharia principais eram protegidas com uma frente de 170 milímetros e laterais e teto de 76 milímetros, ficando em cima de barbetas que tinham 152 milímetros de espessura. Sua torre de comando tinha laterais de 127 milímetros.

## História

### Construção

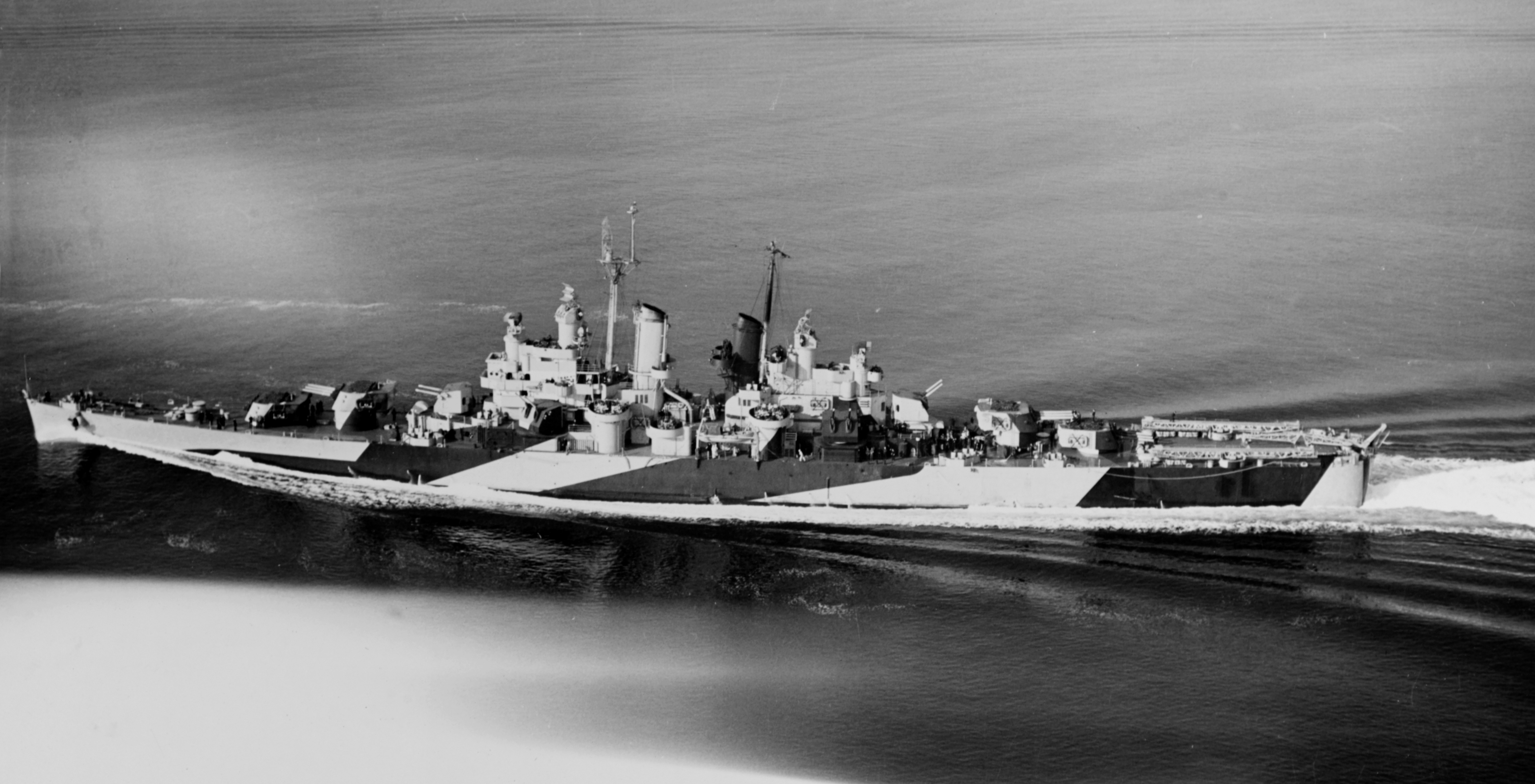
O Houston em 26 de janeiro de 1944

O batimento de quilha do Houston ocorreu em 4 de agosto de 1941 nos estaleiros da Newport News Shipbuilding em Newport News, na Virgínia. Originalmente seria nomeado Vicksburg, porém isto foi alterado para Houston em 12 de outubro de 1942. Seu casco completo foi lançado ao mar em 19 de junho de 1943, com os trabalhos de equipagem prosseguindo até serem finalizados dezembro, com o navio sendo comissionado no dia 20. Ele partiu em 1º de fevereiro de 1944 para seu cruzeiro de testes marítimos, navegando até o Mar do Caribe e então retornando para Boston, na Pensilvânia, onde realizou primeiros treinamentos. O Houston partiu para a Guerra do Pacífico em 16 de abril, atravessando o Canal do Panamá e navegando para o norte até San Diego, na Califórnia, continuando então até Pearl Harbor, no Havaí. Chegou em 6 de maio e pelas semanas seguintes ficou realizando mais exercícios de treinamento.

### Segunda Guerra

#### Primeiras ações
O Houston deixou o Havaí em meados de maio e chegou em Majuro, nas Ilhas Marshall, no dia 31, juntando-se à escolta antiaérea dos porta-aviões da Força Tarefa de Porta-Aviões Rápidos, então parte da Quinta Frota dos Estados Unidos. Foi designado para integrar o Grupo de Tarefas 58.4, que era centrado no porta-aviões USS Essex e nos porta-aviões rápidos USS Cowpens e USS Langley. A frota então prosseguiu para a iniciar a Campanha das Ilhas Marianas e Palau, partindo em 5 de junho e começando ataques aéreos contra as ilhas no dia 12 em preparação para uma invasão anfíbia, que começou em 15 de junho com a invasão de Saipã. Os japoneses lançaram um contra-ataque com a recém-formada 1ª Frota Móvel. Na resultante Batalha do Mar das Filipinas no dia 19, o Houston contribuiu com seu armamento antiaéreo para a defesa da frota. Os japoneses recuaram depois de ataques aéreos norte-americanos terem afundado dois de seus porta-aviões, permitindo que a Quinta Frota voltasse para suas operações em suporte da Campanha nas Ilhas Marianas. O cruzador juntou-se em 26 de junho a uma unidade de bombardeio que atacou as ilhas de Guam e Rota. O Houston destruiu dez aeronaves no solo, o campo de pouso onde estavam e uma instalação de radar. O navio em seguida navegou para Enewetak a fim de reabastecer munição para a próxima operação.
A Força Tarefa de Porta-Aviões Rápidos tinha nessa altura passado para a Terceira Frota, com todas as suas unidades sendo renumeradas. O Houston foi transferido para o Grupo de Tarefas 38.2, que tinha os porta-aviões USS Intrepid, USS Bunker Hill e USS Hancock, os porta-aviões rápidos USS Independence e USS Cabot, mais os couraçados USS Iowa e USS New Jersey. Eles partiram em 30 de agosto para iniciar ataques aéreos nas Ilhas Palau em preparação para a invasão de Peleliu. Os porta-aviões atacaram em 6 de setembro, em seguida o Houston e vários contratorpedeiros bombardearam Peleliu e outras ilhas próximas. A frota então foi para o oeste a fim de neutralizar campos de pouso japoneses nas Filipinas, depois disso retornando para mais uma série de ataques em Peleliu entre 17 e 19 de setembro com o objetivo de dar apoio para forças que tinham desembarcado no dia 15. A frota então recuou para Ulithi para se prepararem para a operação seguinte, chegando em 1º de outubro. A frota foi reorganizada novamente no local, com o Houston passando para o Grupo de Tarefas 38.1, que tinha os porta-aviões USS Hornet e USS Wasp, mais os porta-aviões rápidos Cowpens e USS Monterey.

#### Formosa

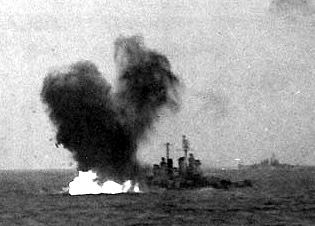
O Houston sendo atingido pelo segundo torpedo japonês

A Força Tarefa de Porta-Aviões Rápidos partiu em 6 de outubro para uma série de ataques aéreos contra alvos japoneses no Oceano Pacífico ocidental. Estes começaram no dia 10 com ataques em Okinawa, seguido dois dias depois por ataques contra Formosa. A Batalha Aérea de Formosa durou três dias e as forças norte-americanas infligiram danos sérios contra a 2ª Frota Aérea japonesa baseada na ilha. O Houston reivindicou ter abatido quatro aeronaves em 12 de outubro e outras três no dia 14. Entretanto, durante este último confronto, um torpedeiro japonês acertou o cruzador com um torpedo em uma de suas salas de máquinas. O buraco inundou todos os espaços de maquinários, derrubando a energia a bordo. O torpedo atingiu a estibordo enquanto o Houston fazia uma virada para estibordo a uma velocidade de 25 nós (46 quilômetros por hora), assim o torpedo acertou o fundo do casco e o navio começou a adernar para bombordo. As equipes de controle de danos começaram a  trabalhar imediatamente e iniciaram esforços para controlar a inundação. Eles acabaram conseguindo contê-la e bombear totalmente a água para fora de alguns compartimentos.
O cruzador pesado USS Boston pegou o Houston à reboque para evacuá-lo da área, com o reboque sendo assumido pelo rebocador USS Pawnee durante a noite. O navio não podia mais acomodar ou alimentar sua tripulação devido aos danos, assim a maior parte dos tripulantes foram evacuados, exceto as equipes de controle de danos e seu oficial comandante, o capitão W. W. Behrens. O Houston e o cruzador pesado USS Canberra, que também tinha sido incapacitado anteriormente por um torpedo, ficaram sob ferrenho ataque aéreo em 16 de outubro pela 2ª Frota Aérea. O Houston foi atingido por um segundo torpedo na popa, diretamente acima do leme. A explosão incendiou o tanque de combustível de estibordo dos hidroaviões de reconhecimento do navio, causando um enorme incêndio no hangar, porém a tripulação ainda a bordo conseguiu controlar as chamas em quinze minutos. A inundação deste acerto piorou ainda mais a flutuabilidade e estabilidade da embarcação. Mais trezentos tripulantes foram evacuados, deixando apenas duzentos para continuarem os esforços de controle de danos.
Os japoneses acreditavam que a formação em retirada poderia ser interceptada, assim uma frota foi enviada do Japão, porém aeronaves norte-americanas forçaram seu recuo. Houston e o Canberra chegaram em Ulithi em 27 de outubro, com o Houston passando por reparos temporários no local com a ajuda do navio de reparos USS Hector. Não havia docas flutuantes grandes o bastante para acomodar o cruzador, mas mesmo assim reparos significativos em seu casco foram realizados e boa parte da inundação foi bombeada para fora. Isto permitiu que o navio navegasse até a ilha Manus para mais reparos, chegando em 20 de dezembro. Foi colocado na doca flutuante USS AFDB-2, permitindo que o resto dos danos ao casco fossem tampados e a água restante bombeada. Duas de suas caldeiras foram restauradas, assim como duas salas de máquinas, o que permitiu que ele partisse em fevereiro de 1945. O Houston foi para o Estaleiro Naval de Iorque a fim de passar por reparos permanentes, chegando em 24 de março. Os trabalhos duraram até 11 de outubro, época em que a guerra já tinha acabado. O cruzador foi condecorado com três estrelas de batalha por seu serviço na Segunda Guerra Mundial.

### Pós-guerra
O Houston realizou treinamentos para sua tripulação do Caribe depois de voltar ao serviço ativo, em seguida participando de manobras de treinamento próximo do litoral de Newport, em Rhode Island. O navio partiu em 16 de abril de 1946 para um cruzeiro diplomático por portos europeus, incluindo cidades na Escandinávia, Portugal, Itália e Egito. O Houston voltou para os Estados Unidos em 14 de dezembro e em seguida participou de vários exercícios de treinamento até 17 de maio de 1947, quando juntou-se à Divisão de Cruzadores 12 para outra viagem ao Mar Mediterrâneo. Retornou para a Filadélfia, na Pensilvânia, em 16 de agosto e foi descomissionado em 15 de dezembro. Foi colocado na Frota de Reserva e permaneceu inativo no inventário da marinha até 1º de março de 1959, quando foi removido do registro naval e vendido para desmontagem.